# Фелікс Маркайда
Фелікс Маркайда (ісп. Félix Marcaida Aurrecoechea, 20 листопада 1931, Лою — 26 квітня 2008, Сондіка) — іспанський футболіст, що грав на позиції півзахисника.
Виступав, зокрема, за клуб «Атлетік Більбао», з яким виборов титул Чемпіона Іспанії та триразового володаря Кубка Іспанії з футболу. 

## Ігрова кар'єра
Народився 20 листопада 1931 року в місті Лою. Вважається вихованець футбольної школи клубу «Атлетік Більбао», хоча перші футбольні ази осягав в місцевих командах. У дорослому футболі дебютував 1949 року виступами за команду клубу «Баракальдо», в якій провів три сезони. 
Своєю грою за цю команду привернув увагу представників тренерського штабу клубу «Атлетік Більбао», до складу якого приєднався 1952 року. Відіграв за клуб з Більбао наступні одинадцять сезонів своєї ігрової кар'єри. У складі «Атлетика» був одним з головних бомбардирів команди, маючи середню результативність на рівні 0,47 голу за гру першості. За цей час виборов титул чемпіона Іспанії, ставав володарем Кубка Іспанії з футболу (тричі).
Згодом з 1962 по 1964 рік грав у складі команд нижчих ліг: барселонську «Європу» та «Понтеведра».
Завершив професійну ігрову кар'єру у клубі «Рекреатіво», за команду якого виступав протягом 1964—1965 років.
По завершенні футбольної кар'єри займався будівельним бізнесом. Помер 26 квітня 2008 року на 77-му році життя у місті Сондіка.

## Титули і досягнення
- Чемпіон Іспанії (1):

«Атлетік Більбао»:  1955-1956
- Володар Кубка Іспанії з футболу (3):

«Атлетік Більбао»:  1955, 1956, 1958